# Peter Benenson
Peter James Henry Solomon Benenson (31. juli 1921 – 25. februar 2005) var en britisk advokat og grundlæggeren af menneskerettighedsorganisationen Amnesty International.